# Finger
Finger és una població dels Estats Units a l'estat de Tennessee. Segons el cens del 2000 tenia 350 habitants.

## Demografia
Segons el cens del 2000, Finger tenia 350 habitants, 122 habitatges, i 96 famílies. La densitat de població era de 89,5 habitants/km².
Dels 122 habitatges en un 43,4% hi vivien nens de menys de 18 anys, en un 60,7% hi vivien parelles casades, en un 9% dones solteres, i en un 20,5% no eren unitats familiars. En el 18,9% dels habitatges hi vivien persones soles el 9,8% de les quals corresponia a persones de 65 anys o més que vivien soles. El nombre mitjà de persones vivint en cada habitatge era de 2,87 i el nombre mitjà de persones que vivien en cada família era de 3,28.
Per edats la població es repartia de la següent manera: un 31,7% tenia menys de 18 anys, un 8,3% entre 18 i 24, un 30,6% entre 25 i 44, un 17,4% de 45 a 60 i un 12% 65 anys o més.
L'edat mediana era de 31 anys. Per cada 100 dones de 18 o més anys hi havia 86,7 homes.
La renda mediana per habitatge era de 29.250 $ i la renda mediana per família de 36.250 $. Els homes tenien una renda mediana de 28.250 $ mentre que les dones 11.750 $. La renda per capita de la població era d'11.654 $. Entorn del 19,1% de les famílies i el 21,6% de la població estaven per davall del llindar de pobresa.

## Poblacions més properes
El següent diagrama mostra les poblacions més properes.